# National Highway 66
National Highway 66 (NH 66), ehemals, vor der Um-Nummerierung auch bekannt als NH 17 ist eine Hauptfernstraße entlang der Westküste des Staates Indien mit einer Länge von 1.269 Kilometern. Sie beginnt in Panvel südöstlich von Mumbai im Bundesstaat Maharashtra am NH 4 und führt nach 482 km durch diesen Bundesstaat weitere 139 km durch den benachbarten Bundesstaat Goa. Anschließend führt sie 280 km durch den Bundesstaat Karnataka vorbei an der Stadt Mangaluru. Schließlich endet sie nach 368 km im Bundesstaat Kerala in Kochi am NH 47.